# Julia Lier
Julia Lier (ur. 11 listopada 1991 r. Ludwigsfelde) – niemiecka wioślarka, złota medalistka igrzysk olimpijskich, mistrzyni świata i Europy.

## Igrzyska olimpijskie
Na igrzyskach zadebiutowała w 2016 roku w Rio de Janeiro. Wystąpiła w rywalizacji czwórek podwójnych. Skład osady uzupełniły: Annekatrin Thiele, Carina Bär i Lisa Schmidla. Wygrały swój wyścig eliminacyjny, po czym awansowały do finału. Tam dopłynęły do mety na pierwszym miejscu, zdobywając złoty medal. Wyprzedziły reprezentacje Holandii i Polski.